# 阿馮鎮區 (密歇根州)
阿馮鎮區（英語：Arvon Township）是位於美國密歇根州巴拉加縣的一個行政鎮區。

## 地方資料
阿馮鎮區的面積為340.20平方千米，當中陸地面積為321.10平方千米，而水域面積為19.10平方千米。根據2020年美國人口普查的數據，當地共有人口492人，而人口密度為每平方千米1.45人。